# إتوري جانديني
إتوري جانديني (بالإيطالية: Ettore Gandini)‏ (1 مايو 1969 - ) هو لاعب كرة قدم إيطالي في مركز حراسة المرمى.

## وصلات خارجية
- إتوري جانديني على موقع قاعدة بيانات كرة القدم.إي يو (الإنجليزية)